# استوارت اوگریدی
استوارت اوگریدی (اسپانیایی: Stuart O'Grady‎؛ زادهٔ ۶ اوت ۱۹۷۳) دوچرخه‌سوار اهل استرالیا است.
وی در مسابقات کشوری و بین‌المللی در مجموع برندهٔ ۷ مدال طلا، ۳ مدال نقره، ۵ مدال برنز شده‌است.